# Siekierka (dopływ Kwisy)

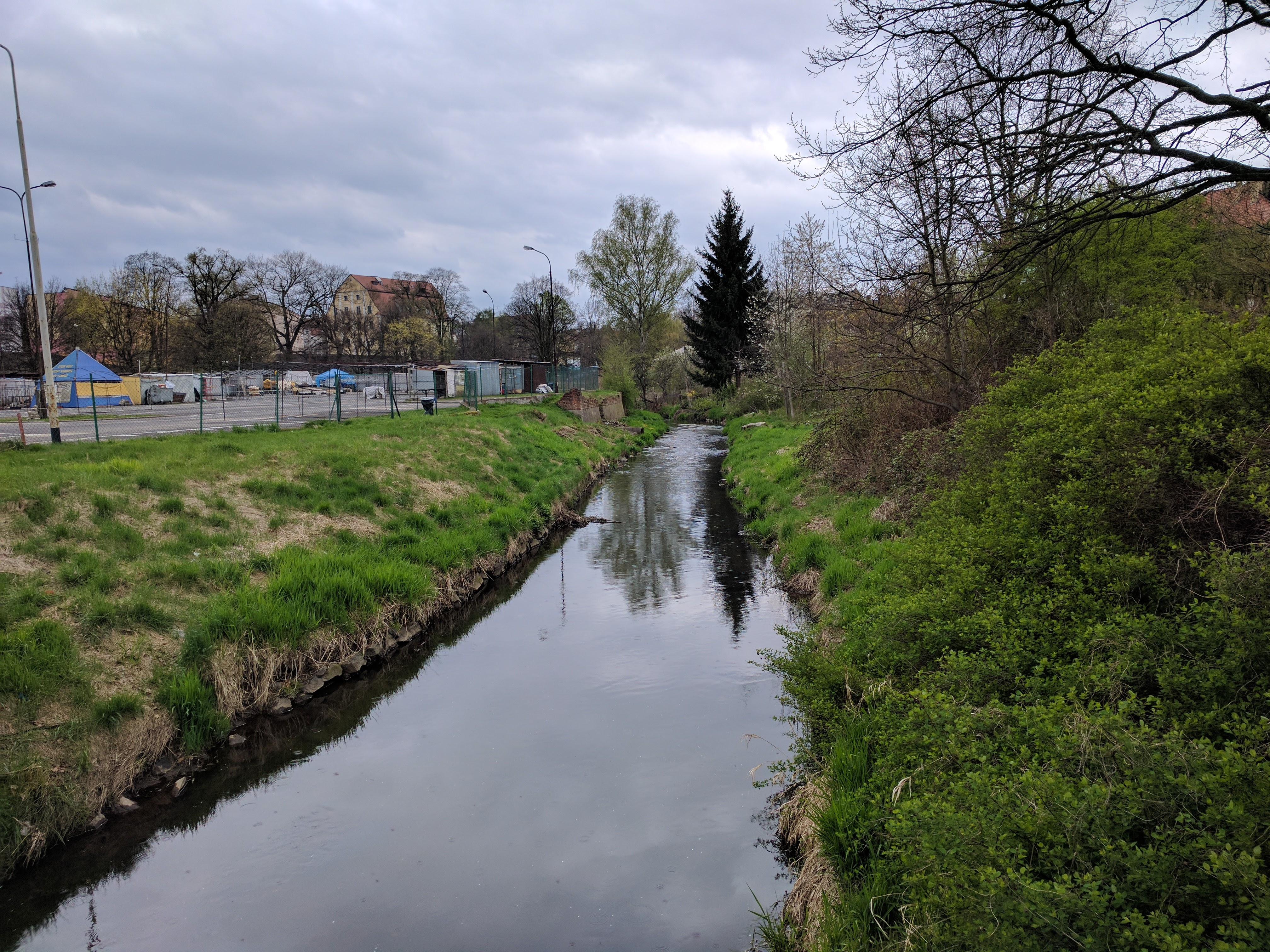
Siekierka w Lubaniu, kilkaset metrów od ujścia do Kwisy

Siekierka – potok, lewy dopływ Kwisy o długości 14,87 km. 
Potok płynie w województwie dolnośląskim. Jego źródła znajdują się w pobliżu wzgórza Pastwa (333 m n.p.m.) na Wysoczyźnie Siekierczyńskiej. Płynie przez Siekierczyn oraz Zarębę. Uchodzi do Kwisy w Lubaniu, przyjmując wcześniej potok Lubawkę.
W Lubaniu, w okolicach dzisiejszej ulicy Łużyckiej, znajdował się jaz na Siekierce, zniszczony lub zdemontowany po 1945 roku.